# Pocepți, Putîvl
Pocepți (în ucraineană Почепці) este un sat în comuna Mazivka din raionul Putîvl, regiunea Sumî, Ucraina.

## Demografie
Componența lingvistică a localității Pocepți
     Rusă (80%)
     Ucraineană (20%)
Conform recensământului din 2001, majoritatea populației localității Pocepți era vorbitoare de rusă (80%), existând în minoritate și vorbitori de ucraineană (20%).